# Gábor Pál
Gábor Pál (Dunaföldvár, 1932. november 2. – Róma, 1987. október 21.) Balázs Béla-díjas magyar filmrendező, érdemes művész.

## Élete
Gyermekkorát szülővárosában töltötte. Iskoláit Pannonhalmán és Kalocsán végezte. A Pannonhalmi Bencés Gimnázium és Szakkollégium olasz tagozatán tett érettségi vizsga után rövid ideig segédmunkásként dolgozott, majd 1951-ben felvették a szegedi József Attila Tudományegyetemre. 1952-ben már a budapesti Eötvös Loránd Tudományegyetem hallgatója. magyar–olasz szakon szerzett középiskolai tanári diplomát, utána egy évig tanított egy mosonmagyaróvári gimnáziumban. 1956-ban felvették a Színház- és Filmművészeti Főiskolára. 1961-ben rendezői diplomát kapott. Néhány évig asszisztensként dolgozott, közben néhány rövidjátékfilmet is készített a Balázs Béla Stúdióban.
Első nagyjátékfilmjét 1968-ban rendezte Tiltott terület címmel. A filmet Vészi Endre egyik novellája alapján forgatta, akivel együttműködve készítette el több későbbi filmjét, köztük a külföldön is sikerrel vetített és több díjat elnyert Angi Vera (1978).
1969-től Máriássy Félix tanársegédje volt a Színház- és Filmművészeti Főiskolán, majd 1972-ben tanszékvezető, 1977-ben pedig a főiskola docense lett. Az 1983-ban forgatott Hosszú vágta című filmjének kedvezőtlen kritikai fogadtatása miatt néhány évre visszavonult. 1986-ban készített újra filmet. Ekkor már betegeskedett. Rómában halt meg szívroham következtében, pár nappal 55. születésnapja előtt.

## Emlékezete
Egy évvel halála után Horváth László és Wermer András dokumentummusicalt készített Gábor Pál címmel.

## Filmjei

### Játékfilmek
- Tiltott terület (1968)
- Horizont (1970)
- Utazás Jakabbal (1972)
- A járvány (1975)
- Angi Vera (1978)
- Kettévált mennyezet (1981)
- Hosszú vágta (1983, magyar–amerikai koprodukció)
- A menyasszony gyönyörű volt (1986, magyar–olasz koprodukció)

### Tévéfilmek
- Prometheus (1962)
- Három srác a hadseregben (1971, tévésorozat)
- Majdnem derűs történetek (1975)
- Party (1977)
- Muslicák a liftben (1977)
- Tőkés Anna (1977, portréfilm)
- Háromszoros halállal (1980)
- Tímár József (1980, portréfilm)
- Perczel Zita (1980, portréfilm)
- Domján Edit (1980, portréfilm)
- Nyitott ház (1982)
- Ember és árnyék 1985)
- Háromszoros halál (1986)

### Rövidfilmek
- A megérkezés (1962, vizsgafilm)
- Aranykor (1963)

### Dokumentumfilmek
- A látogatás (1969)
- A próba (1971)
- Műszakiak (1971)
- Soós Imre (1974)
- Nekem szülőhazám - Apostag (1974)
- Tízéves találkozó (1974)
- Fordulat (1978)
- Pannonhalma 1944 (1981)

## Díjai
- SZOT-díj (1970)
- Balázs Béla-díj (1972)
- Érdemes művész (1980)